# جی. تیلهربر
جی. تیلهربر (هلندی: G. Teilherber) بازیکن فوتبال اهل اندونزی بود.
وی همچنین در تیم ملی فوتبال هند شرقی هلند بازی کرده‌است.